# Edmond Landry
Edmond E. Landry, KStJ, CM (né le 12 juillet 1931 - mort le 6 septembre 2012), est un homme d'affaires canadien, qui fut maire de Grande-Anse, au Nouveau-Brunswick, de 1968 à 1988.

## Biographie
Edmond Landry naît en 1931. Ses parents sont Edmond J. Landry et Winniefred Asselin. Il a huit frères et quatre sœurs. Il est élu conseiller municipal de Caraquet en 1961, année de constitution de la ville. Grande-Anse est constitué en municipalité en 1968 et Edmond Landry devient le premier maire du village. Lors de sa carrière de maire, il supervise de nombreux projets pour le village, comme la construction d'une caserne de pompier et d'un entrepôt municipal en 1968, d'un centre sportif en 1981, d'un garage du ministère des Transports du Nouveau-Brunswick, d'un foyer pour personnes âgées et d'habitations à loyer modique. Le territoire de la municipalité est également élargit[réf. nécessaire]. Il est de plus le fondateur du musée des Papes. Il contribue également à la création de quelques commerces.
Le centre sportif de Grande-Anse est nommé en son honneur. Il est reçu membre de l'Ordre du Canada en 1983.
En 1998, Edmond E. Landry est poursuivi pour trois accusations d'agressions sexuelles, dont il a été acquitté[réf. nécessaire], envers un homme de 32 ans souffrant d'une légère déficience intellectuelle,.
Edmond Landry meurt le 6 septembre 2012 au Centre hospitalier universitaire Dr-Georges-L.-Dumont de Moncton. Ses funérailles ont lieu à l'église Saint-Pierre-aux-Liens de Caraquet.